# Église du Saint-Sépulcre de Villeneuve
Pour les articles homonymes, voir Église du Saint-Sépulcre.
L'église du Saint-Sépulcre de Villeneuve est une église située à Villeneuve, en France.

## Localisation
L'église est située sur la commune de Villeneuve, dans le département français de l'Aveyron.

## Historique
L'église du Saint-Sépulcre de Villeneuve d'Aveyron a été fondée en 1073. Elle fait suite au vœu d'Odile de Morlhon lors de son pèlerinage à Jérusalem, en 1053, avec son épouse Cécile.
Cette église date de la fin du XIe siècle pour sa parte la plus ancienne. Elle servait alors de prieuré, repris en 1070 par l'abbaye Saint-Pierre de Moissac, dont il reste la salle capitulaire. Cette église était en forme de rotonde, enchâssée dans une croix grecque, surmontée d'une coupole à oculus, elle reprend la forme de l'église du Saint-Sépulcre de Jérusalem.
Une tour octogonale se trouve au-dessus du rond point de la partie romane de l'église.
Elle est agrandie au XIVe siècle, soit à la suite de la ruine du chœur, soit parce que ses dimensions ne suffisaient plus. Trois chapelles ont été construites sur chaque côté. N'étant pas identiques, elles n'ont probablement pas été construites en même temps.
Le clocher central a été remanié et surélevé en 1882.

## Protection
L'édifice est classé au titre des monuments historiques en 1925.

## Description
Son plan était celui d'une croix grecque dont les branches servaient de chapelles et étaient à peu près de longueurs égales, tournées vers les quatre points cardinaux. La nef romane comprend deux travées de longueurs inégales et a une largeur de 4,63 m dans l'œuvre. Une tribune se trouvait dans la première travée. Elle est détruite en 1768. Elle est réhabilitée au cours des restaurations faites entre 1961 et 1975, grâce à la mise à jour du départ des voûtes d'arêtes lui servant d'appui à l'origine. L'entrée se fait sur le mur nord par un portail surmonté d'un arc en plein cintre dépourvu de tympan. Les quatre branches débouchent sur un rond point de 14,80 m de diamètre au centre duquel se trouvent quatre piles crucifères, cantonnées de colonnes reliées entre elles par des arcs doubleaux. Le transept roman a une longueur de 25 m dans l'œuvre et se termine par deux culs-de-four. Le bras nord, dit chapelle du Saint Sépulcre, est orné de peintures murales du XIVe siècle : au registre inférieur trois pèlerins cheminent portant les attributs des jacquets, le quatrième personnage serait saint Jacques avec les mêmes attributs, au-dessus le miracle du pendu-dépendu est développé en plusieurs tableaux, un christ dans sa mandorle siège sur la voûte du cul-de-four entouré du tétramorphe.
La nouvelle nef de style gothique méridional a une largeur de 12,50 m dans l'œuvre.

## Orgue
L'orgue a été réalisé par le facteur d'orgues Jean Boissonnade de Sévérac-l'Église.

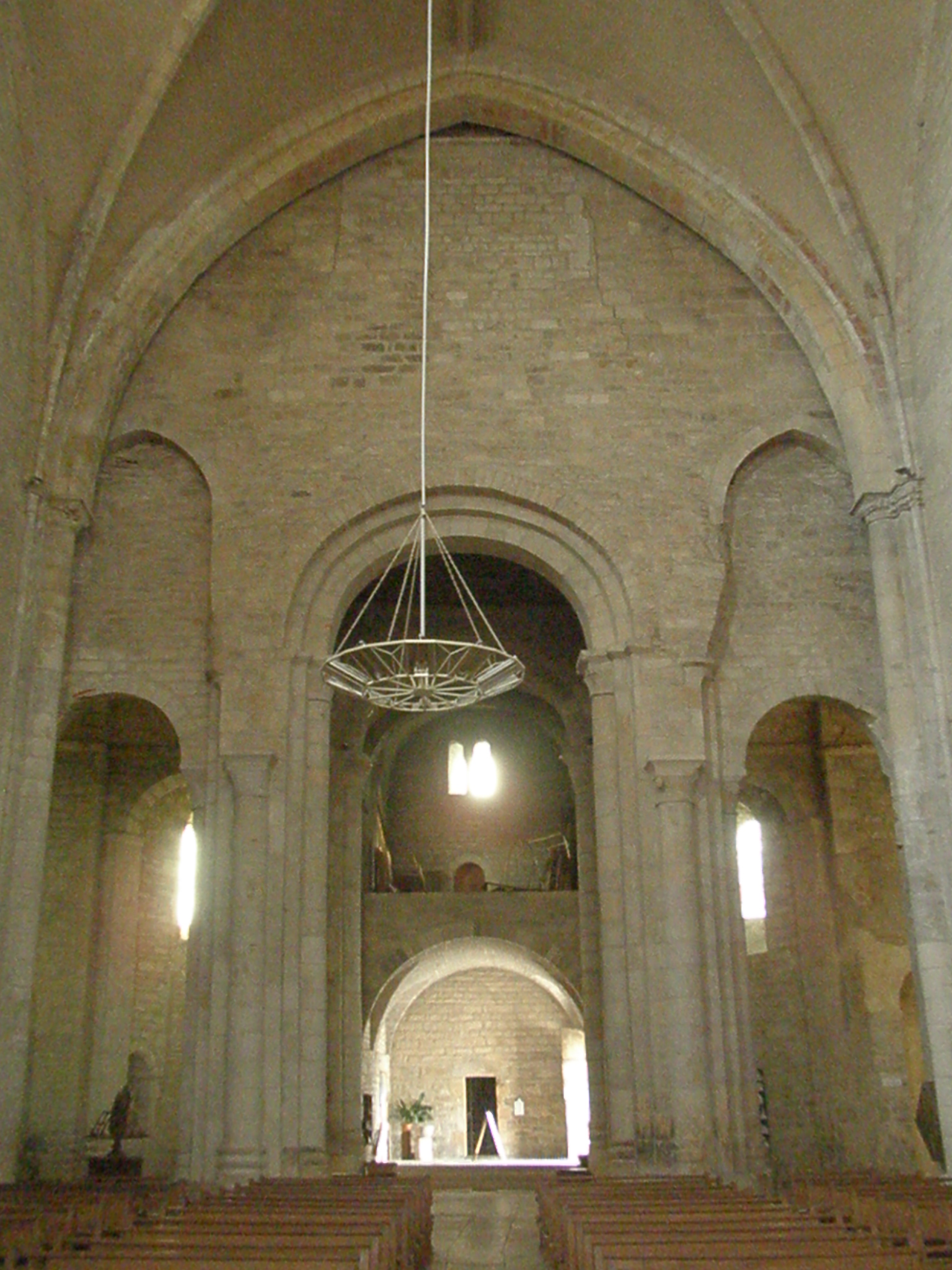
Intérieur de l'église.
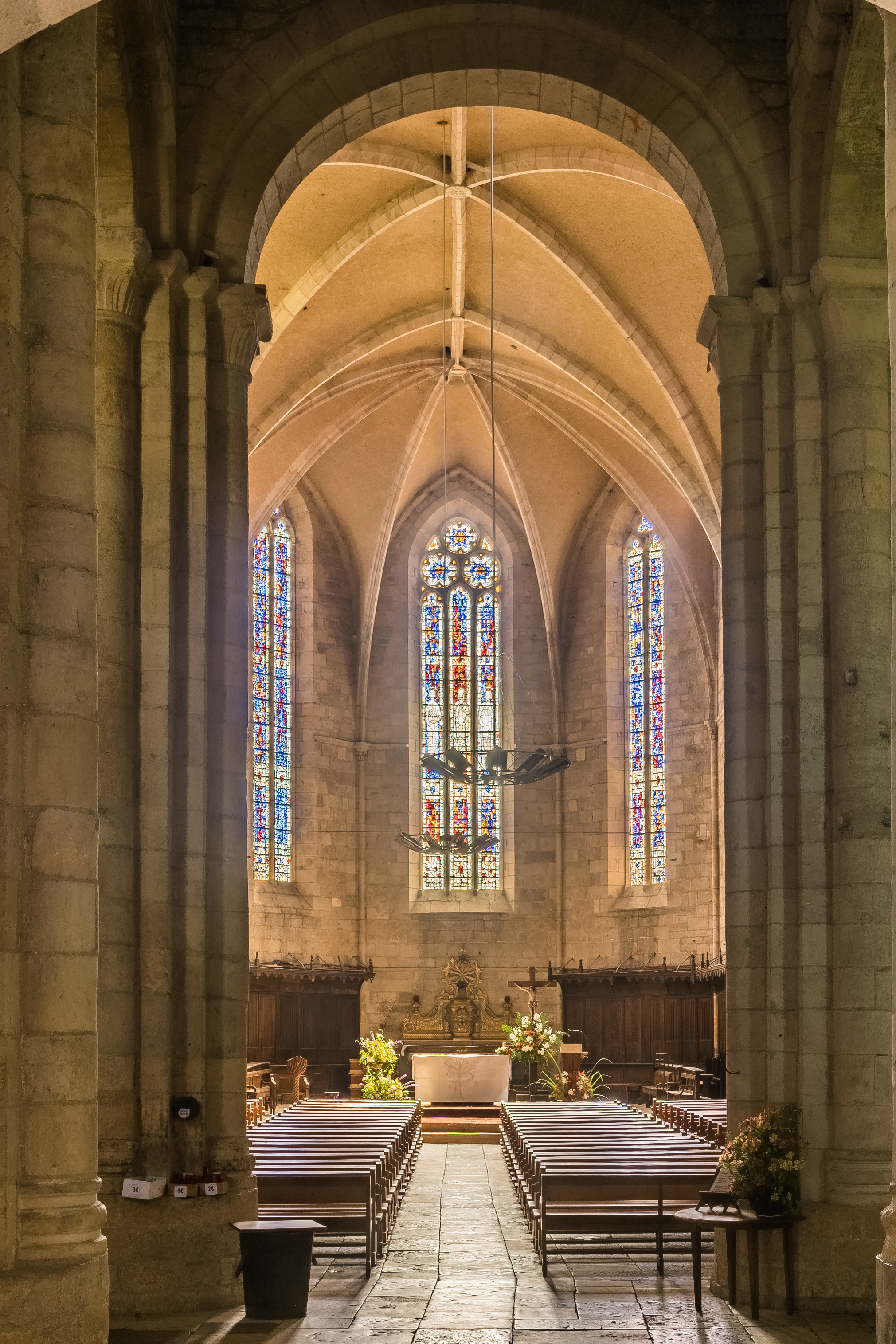
Intérieur de l'église : nef et chœur gothiques.
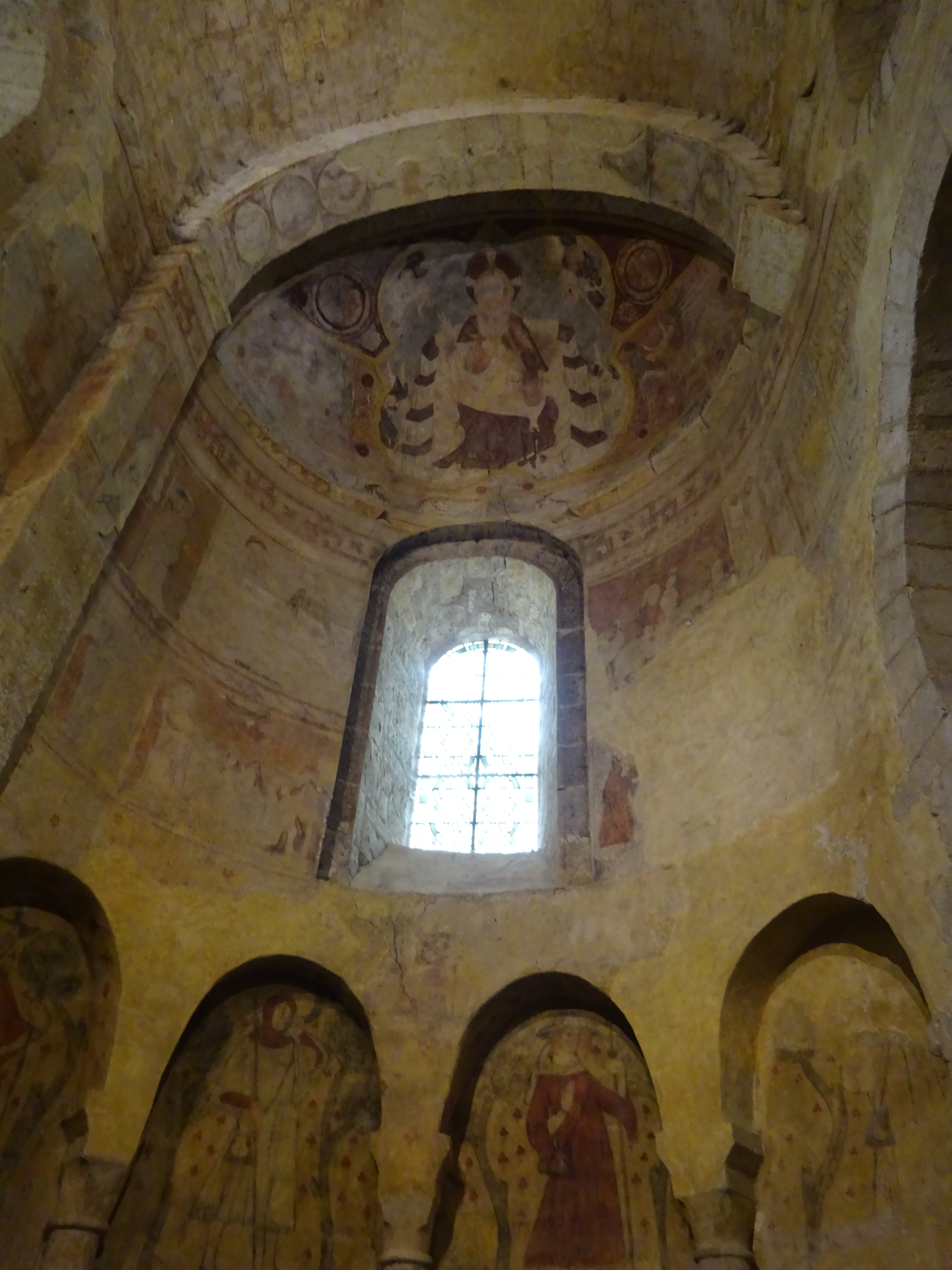
Intérieur de l'église romane : peintures murales dans la chapelle nord.
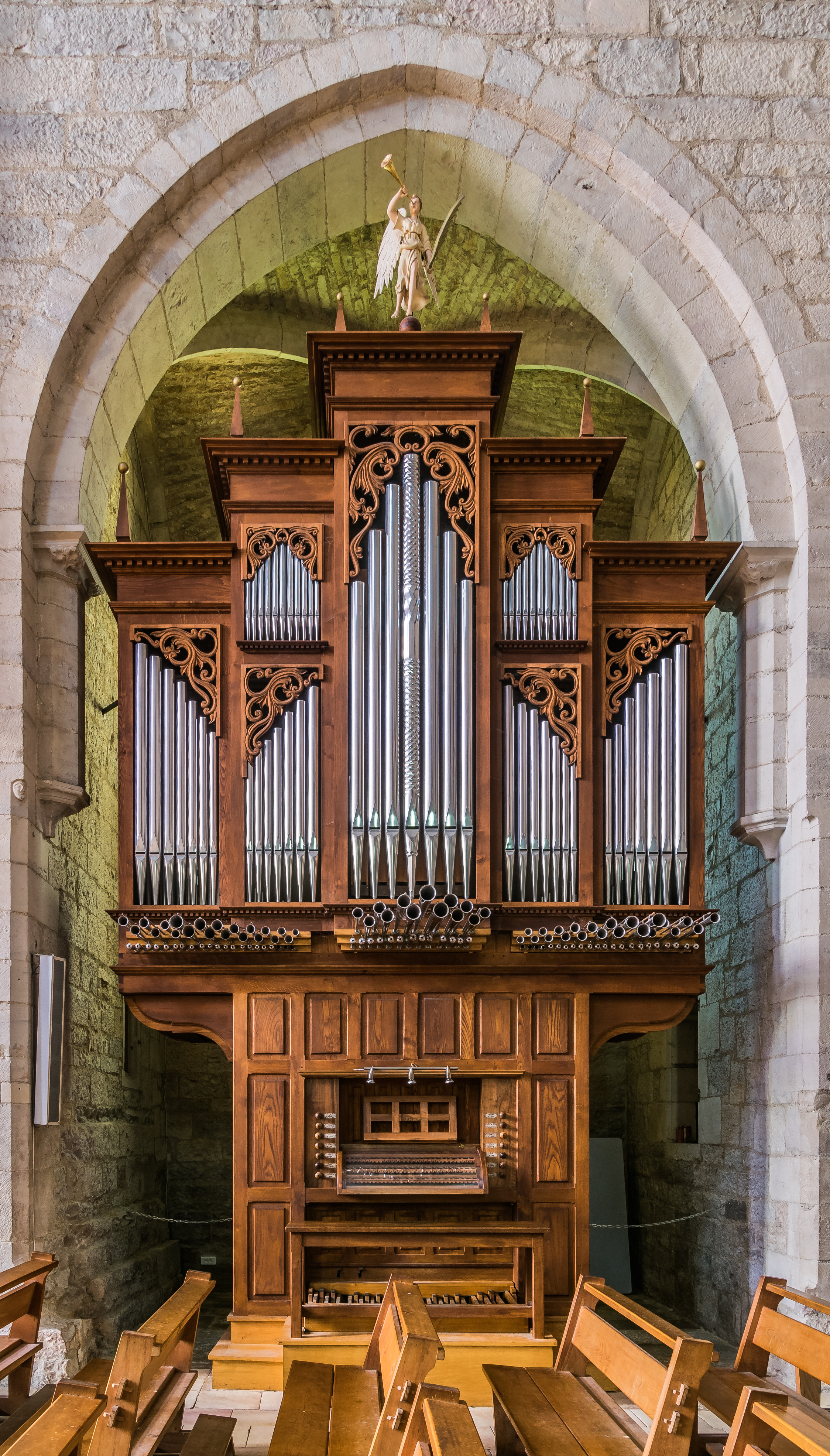
Orgue.